# NGC 592
NGC 592 је део галаксије (на пример сјајан HII регион) у сазвежђу Троугао која се налази на NGC листи објеката дубоког неба.
Деклинација објекта је + 30° 38' 47" а ректасцензија 1h 33m 12,0s. Привидна величина (магнитуда) објекта NGC 592 износи 13,0. NGC 592 је још познат и под ознакама HII+SCL in M 33.